# Форест-Лон (Голлівуд-Гіллз)
Меморіальний парк «Форест-Лон» (англ. Forest Lawn Memorial Park) — одне з приватних кладовищ компанії Forest Lawn Memorial-Parks & Mortuaries. Розташоване в районі Голлівуд-Гілз у Лос-Анджелесі. Є одним з шести підрозділів цвинтаря Форест-Лон в Ґлендейлі.

## Поховання
- Аб Айверкс (1901—1971) — американський аніматор, карикатурист та винахідник.

- Джудіт Барсі (1978—1988) — американська акторка.

- Люсіль Болл (1911—1989) — американська акторка, співачка та модель.

- Ларрі Волтерс (1949—1993) — американський водій вантажівки, лауреат Премії Дарвіна.

- Ванда Гендрікс (1928—1981) — американська акторка.

- Сабу Дастагир (1924—1963) — американський актор індійського походження.

- Кларенс Джонсон (1910—1990) — американський авіаконструктор.

- Бетті Девіс (1908—1989) — американська акторка.

- Рой Дісней (1893—1971) — американський бізнесмен, банкір та кінопродюсер. Старший брат Волта Діснея.

- Едвард Дмитрик (1908—1999) — американський режисер українського походження.

- Майкл Дункан (1957—2012) — американський актор.

- Артур Едісон (1891—1970) — американський кінооператор.

- Текс Ейвері (1908—1980) — американський мультиплікатор та актор озвучування.

- Боб Кейн (1915—1998) — американський художник та письменник.

- Девід Керрадайн (1936—2009) — американський актор.

- Бастер Кітон (1896—1966) — американський актор та каскадер.

- Воррен Кристофер (1925—2011) — американський юрист і дипломат, колишній держсекретар США.

- Джек Лалейн (1914—2011) — американський шоу-мен і дієтолог.

- Волтер Ланц (1899—1994) — американський мультиплікатор, продюсер і режисер.

- Джеффрі Лінн (1909—1995) — американський актор і сценарист.

- Гаррі Маршалл (1934—2016) — американський актор, продюсер, режисер та сценарист.

- Віктор Мілнер (1893—1972) — американський кінооператор.

- Дональд О'Коннор (1925—2003) — американський актор.

- Отто Крюгер (1885—1974) — американський актор німецького походження.

- Стен Лорел (1890—1965) — американський актор-комік.

- Чарльз Лотон (1899—1962) — британський і американський актор.

- Джин Паркер (1915—2005) — американська акторка.

- Білл Пекстон (1955—2017) — американський актор і режисер.

- Меттью Перрі (1969—2023) — американський актор.

- Джеррі Пурнелл (1933—2017) — американський письменник-фантаст та журналіст.

- Деббі Рейнольдс (1932—2016) — американська акторка та співачка.

- Джон Ріттер (1948—2003) — американський актор.

- Міклош Рожа (1907—1995) — американський та угорський композитор.

- Борис Сагал (1923—1981) — американський режисер українського походження.

- Віктор Сазерленд (1889—1968) — американський актор.

- Марті Фельдман (1934—1982) — британський актор, сценарист і режисер українсько-єврейського походження.

- Бетті Франциско (1900—1950) — американська акторка.